# Jean Louis André Bourbier
Pour les articles homonymes, voir Bourbier (homonymie).
Jean Louis André Bourbier, né le 28 novembre 1773 à Marle, Aisne, mort le 9 février 1807 à Landsberg (Prusse-Orientale), est un colonel français de la Révolution et de l’Empire.
Il est le fils de Pierre Louis Bourbier, marchand, et de Cécile Catherine Durand.

## États de service
Après son engagement dans la Garde Nationale de Marle le 1er janvier 1790, il est nommé sous-lieutenant au 5e régiment de dragons le 17 juin 1792 et rejoint l'armée du Nord (1792-1793).
Lieutenant le 2 novembre 1793, il fait campagne aux armées des Ardennes, de Sambre et Meuse (1794-1795) et d'Italie  (1796-1797). Capitaine le 11 juillet 1798, il devient chef d'escadron au 5e dragons le 2 février 1800, et il obtient son brevet de major au 10e régiment de dragons le 29 octobre 1803.
Admis comme chef d'escadron aux chasseurs à cheval de la Garde impériale le 2 février 1804, il est fait chevalier de la Légion d'honneur[réf. souhaitée] le 14 juin suivant. Employé au camp de Boulogne, il participe à la campagne de 1805 et à la brillante charge fournie par ce corps à la bataille d'Austerlitz le 2 décembre 1805.
Il est promu colonel du 11e régiment de dragons le 18 décembre 1805 à l'âge de 32 ans et 12 ans après son entrée au service, prenant part en cette qualité aux campagnes de 1806 et de 1807 contre la Prusse et la Russie.
Il est grièvement blessé à la Bataille d'Eylau le 8 février 1807, et il meurt à Landsberg (Prusse orientale) le 9 février suivant. Une ruelle de Marle porte le nom de Bourbier. Il habitait la maison située derrière la mairie actuelle.

## Sources
- A. Lievyns, Jean Maurice Verdot, Pierre Bégat, Fastes de la Légion-d'honneur, biographie de tous les décorés accompagnée de l'histoire législative et réglementaire de l'ordre, Tome 4, Bureau de l’administration, 1844, 640 p. (lire en ligne), p. 611.
- Léon Hennet, Etat militaire de France pour l’année 1793, Siège de la société, Paris, 1903, p. 258.